# Lina Prosa
Lina Prosa (Calatafimi Segesta, 7 luglio 1951) è una regista teatrale e drammaturga italiana.

## Biografia
Drammaturga e regista, è nata a Calatafimi-Segesta. Vive a Palermo. Premio della Critica Teatrale Italiana per la “Drammaturgia 2015”.
Prima autrice e regista italiana messa in scena alla Comédie-Française, nel 2016 è insignita dell’onorificenza di “Chevalier des Arts et des Lettres”, da parte del Ministro della Cultura francese.
I suoi testi sono tradotti in francese, inglese, catalano, croato, portoghese, tedesco, bretone.
Nel 2014 dirige a Parigi al Théâtre Vieux-Colombier la “Trilogia del Naufragio” che si afferma a livello internazionale come opera emblematica della sua scrittura. La Trilogia, composta da Lampedusa Beach, Lampedusa Snow, Lampedusa Way, è registrata e trasmessa da “France Culture”. I testi sono tradotti in francese da Jean-Paul Manganaro.
Nel 2015 “Lampedusa Beach” è letto in eventi speciali al “Consiglio d’Europa”, e al “Museo della Storia della Storia dell’Immigrazione” di Parigi per la manifestazione “12 heures pour changer de regard” promosso dal Ministero della Cultura.
Nel triennio 2014-2016, la Trilogia, con la regia dell’autrice è prodotta dal Teatro Biondo Stabile di Palermo e presentata al Piccolo Teatro di Milano nel triennio 2015-2017.
Nel triennio 2016-2018 la Trilogia approda a Lampedusa nell’ambito di “Lampedus’Amore”. Nel 2015: Regia di Moises Maicas, traduzione in Catalano di Anna Soler Horta, Teatro Akademia (Barcellona 2015) e di Michel Ecoffard per il “Théâtre de La Chimere” di Lorient. Nel 2016, a Zagabria, produzione di Hotel Bulic Theatre regia di Senka Bulic.  Nel 2016 con la regia di Irina Brook il testo viene prodotto dal Teatro Nazionale di Nizza. Nello stesso anno, a Johannesburg, il “Market Theatre Laboratory” produce lo spettacolo con la regia di Raissa Brighi che viene presentato al Festival dell'Università di Pretoria (Sud Africa) e premiato con il “Prize Kopanong Arts and Social Justice”. Nel gennaio 2017, tradotta in Bretone, la Trilogia è diffusa in forma integrale attraverso la Radio Bretone Kerne per il Teatr Piba.
Nel 2018 Lampedusa Beach e Lampedusa Snow vanno in scena alla Comedie de Geneve per la regia di Marise Hestier e di Simone Audemars. Lo stesso anno per la regia di Eleonora Romeo “Lampedusa Beach” va in scena ad Avignone. Nel 2016 l’autrice scrive “Ritratto di Naufrago Numero Zero/Appendice alla Trilogia del Naufragio” per il progetto di teatro-danza “Urlo Mediterraneo”, coreografia e regia di Lino Privitera, Teatro Antico di Taormina, 2016.
Nel mese di luglio 2016 Lina Prosa fonda il movimento teatrale “MigraTeatro”. Nel 2018 fonda all’interno del Centro Amazzone di Palermo lo spazio di ricerca e di messa in scena legato al rapporto tra Drammaturgia Classica e Scena Contemporanea dal titolo “ClassicoContemporaneo”.

## Altri spettacoli in scena
- «Pentesilea. Allenamento per la battaglia finale », regia di Maria Thais, produzione Teatro Balagan, (Rio de Janeiro e San Paolo, giugno-settembre 2017), lettura-spettacolo diretta dall’autrice con Maddalena Crippa e Graziano Piazza, Roma Villa Medici per « Questions d’Art/I giovedì della Villa » e « Roma Europa Festival». (29 settembre 2016).
- “Eclats d’Ombre”, prima assoluta a Colmar (3-4-5 novembre 2016), Strasburgo (28-20-30 novembre 2016), Nizza (Marzo 2017), produzione “Scene Nationale de Colmar”, regia di Chiara Villa.
- Troiane. Variazione con barca, regia di Lina Prosa (NapoliTeatroFestival – Festival Dionisiache Segesta – Le Vie dei Tesori-Museo Archeologico Palermo, laboratorio Teatro la Giostra Napoli, 2017 - Progetto Amazzone-Ex chiesa di San Mattia, Palermo 2016).
- La Stanza del Tramonto”, regia di Giorgio Zorcù, produzione “Accademia Mutamenti” (Teatro Il Vascello, Roma 2014, Teatri di Vita, Bologna, CRT Triennale, Milano e Teatro Fonderia di Follonica, 2016).
- Kkore. Canto delle accorate per chi ha un cuore, regia di Giorgio Zorcù, (Teatro Fonderia, Follonica 2018-Laboratorio, EcoMuseo di Leonforte 2017- Lupo (Progetto Stanze, Palermo 2015).
- “Scavo di Fossa con Bianco” (Teatro Biondo, Palermo 2015).
- La partita di Mimì (2015).
- Baccanti/Le Altre, regia di Massimo Verdastro (Teatro Garibaldi-Palermo 2014, Teatro Antico di Segesta 2015).
- Ecuba&Company, regia di Massimo Verdastro, (Teatro Nuovo Montevergini, Palermo 2012-Alcamo 2013).
- Cassandra on the road: Produzione “Collectif7”, Saint-Etienne-Villeurbanne-Lione (2016-2017), lettura di Valerie Lang a “Odeon Théâtre d’Europe” per “Face a Face/Paroles d’Italie pour la Scene de France” (2009) ; Festival “Charte Blanche” a Chambery (2006).
- Esecuzione / Ifigenia, regia dell’autrice, Calenzano Teatro Festival  (2016), Circuito “Teatri di Pietra” (2015), Festival “le Vie dei Tesori”, Palermo 2014 – Orestiadi di Gibellina 2011- Teatro Libero, Palermo - Teatro del Baglio, Villafrati 2011- 3BISF, Aix en Provence 2010, Università di Barcellona 2009.
- Nell’anno di grazia post naufragium: per il “Progetto Satyricon. Una visione contemporanea” di Massimo Verdastro (Il Vascello, Roma, Piccolo Teatro di Milano, Teatro Goldoni, Venezia, 2012, Calenzano Teatro Festival e Palermo Teatro Festival, 2010). Dello spettacolo fa parte anche “Carmen in Fine”, video di Theo Eshetu.
- La Gattoparda, regia dell’autrice, (Teatro Libero, Palermo, Villafrati, Napoli Teatro Festival 2009).
- Pentesilea. Allenamento per la battaglia finale, lettura allo Studio-Theatre/ Comèdie-Française (2009).
- Filottete e l’Infinito Rotondo regia di Giancarlo Cauteruccio, musiche originali di Giovanni Sollima (Palermo, 2004).

## Testi pubblicati
- Miti Senza Dei. Teatro senza Dio, 2018 (raccolta di nove testi legati al mito), Editoria&Spettacolo
- La Stanza del Tramonto, 2016 (SottoTesto-Nardini editore).
- Lampedusa Beach, Cassandra on the road, Programma Pentesilea. Allenamento per la battaglia finale, Lampedusa Snow, La Carcasse - Lampedusa Way”, Anatomia di un desiderio e Medeàs, Eclats d’Ombre, testi tradotti in francese da Jean-Paul Manganaro, Edizioni “Les Solitaires Intempestifs” (Besançons, 2012-2016);
- Trilogia del Naufragio “Editoria&Spettacolo, (2014)
- Lampedusa Beach “The American Reader” Magazine (New York 2013) e “Anew” Magazine (Mondadori, 2013) traduzione inglese di Nerina Cocchi ed Allison Grimaldi Donahue.
- Lampedusa Snow “Words without Borders”, New York, traduzione inglese di Nerina Cocchi ed Allison Grimaldi Donahue (2016).
- Lampedusa Beach e Lampedusa Snow, traduzione catalana di Anna Soler Horta, “Arola Editors”.
- Migrazioni, comprendente “Filotette e l’infinito rotondo”, “Cassandra on the road”, “Tetralogia di Io”, Edizioni della Meridiana (Firenze, 2006).
- Lampedusa Beach, Edizioni della Meridiana (2007).
- Una Cellula al Tour de France (Cellule di Carta, 2001), versione inglese di Neville Greenup.
- Morte di una pornostar, Raffaelli Editore, Rimini (1997).
- ‘Niriade in “Linea d’Ombra” (Rivista n.95-1995).

| Controllo di autorità | VIAF (EN) 294428919 · ISNI (EN) 0000 0003 9957 9114 · SBN CFIV180928 · LCCN (EN) no2019025516 · GND (DE) 1242441042 · BNE (ES) XX5454857 (data) · BNF (FR) cb16650365g (data) |